# The Boys (Fernsehserie)/Staffel 4
Die vierte Staffel der US-amerikanischen Action-Fernsehserie The Boys umfasst 8 Episoden und wird zwischen dem 13. Juni und dem 18. Juli 2024 auf Prime Video sowohl im Original als auch auf Deutsch erstveröffentlicht. In dieser Staffel werden die Episoden um Mitternacht der Pacific Standard Time veröffentlicht.

## Episoden
Die vierte Staffel von The Boys spielt zeitlich nach der ersten Staffel von Gen V, einer Spin-Off-Serie zu The Boys. Es gibt Verweise und Gastauftritte aus Gen V.
| Nr. (ges.) | Nr. (St.) | Deutscher Titel                     | Originaltitel                                          | Erstveröffentlichung USA | Deutschsprachige Erstveröffentlichung (D/A/CH) | Regie             | Drehbuch                  |
| --- | --------- | ----------------------------------- | ------------------------------------------------------ | ------------------------ | ---------------------------------------------- | ----------------- | ------------------------- |
| 25 | 1         | Die Abteilung für schmutzige Tricks | Department of Dirty Tricks                             | 13. Juni 2024            | 13. Juni 2024                                  | Phil Sgriccia     | David Reed                |
| Die Boys infiltrieren eine Gala auf der sie versuchen, Victoria Neuman zu töten, jedoch ohne Erfolg. Dabei werden sie von Neumans Tochter angegriffen, welche ebenfalls durch V Kräfte entwickelt hat. Billy Butcher, welcher nur noch wenige Monate zu leben hat, versucht Ryan davon zu überzeugen Homelander zu verlassen, doch dieser unterbindet sein Vorhaben, wobei Ryan erfährt, dass Billy bald sterben wird. Da es Homelander zunehmend stört, dass sich alle seinem Willen beugen, ohne ihm irgendeine Form von Herausforderung zu bieten und er sich zunehmend Gedanken um sein fortschreitendes Alter macht, sucht er Sister Sage, den klügsten Menschen der Welt auf, welche ihn bei den Seven beraten soll. Während Hughies Vater einen Schlaganfall erleidet und Hughie somit unverhofft erneut auf seine entfremdete Mutter trifft, versucht Annie weiterhin mit den „Starlighters“ gegen Homelanders Anhänger zu kämpfen, wobei Sage dies zu ihrem Vorteil nutzt. Sie lässt drei Homelander-Anhänger von Deep und Black Noir töten und provoziert eine Schlägerei bei einem Protest zwischen Starlighters und Homelanders, wo A-Train die Leichen ablegt, sodass es so aussieht, als wären Annies Anhänger schuldig. Butcher entscheidet sich durch eine Halluzination seiner Frau Becca dagegen, die Boys an Neuman zu verraten, um Ryan wiederzubekommen, welcher sich zunehmend unwohl in der Nähe seines Vaters fühlt. |           |                                     |                                                        |                          |                                                |                   |                           |
| 26 | 2         | Unter Patrioten                     | Life Among the Septics                                 | 13. Juni 2024            | 13. Juni 2024                                  | Karen Gaviola     | Jessica Chou              |
| Butcher teilt den Anderen mit, dass er nicht mehr lange zu leben hat und wird von M.M. wegen seiner bisherigen Aktionen rausgeschmissen. Butcher verfolgt sie jedoch und hilft M.M., Frenchie und Kimiko, Sage auszuspionieren, welche auf der TruthCon die rechtsradikalen Supe Firecracker als neues Mitglied für die Seven rekrutiert. Kimiko entdeckt auf der TruthCon Hinweise auf ihre Vergangenheit bei Shining Light. Billy und M.M. geraten über die Rolle des Anführers der Boys in Streit, woraufhin ersterer geht. Währenddessen muss Hughie sich damit auseinandersetzen, dass seine Mutter, welche ihn als Kind verließ, eine Patientenverfügung für seinen komatösen Vater besitzt. Als die Boys versuchen, Firecracker und Sages Pläne zu erfahren, werden sie von Sage, Firecracker und Splinter überrascht, welche sie aus einem Hinterhalt angreifen. Es kommt zu einem Kampf, bei dem Butcher eingreift und Splinter tötet, Firecracker kann jedoch entkommen. Nachdem er von seiner Familie verstoßen wurde, übergibt A-Train Hughie und Annie schuldbewusst Akten über Starlighters, die des Mordes beschuldigt werden und somit entlastet werden können. Homelander und Sage organisieren Ryans erste öffentliche Mission, eine geplante Rettungsaktion, wobei Homelander sichtlich Probleme damit hat Ryan alleine das Rampenlicht zu überlassen. Die Mission endet in einem Desaster, als Homelander entgegen dem Skript bei der Mission auftaucht und Ryan zwingt, den als Verbrecher verkleideten Stuntman zu hart zu schubsen, dass dieser stirbt, was Ryan sichtlich verstört. Butcher eröffnet M.M., dass er zu den Boys zurückkehren will, doch M.M. will das Risiko nicht eingehen. |           |                                     |                                                        |                          |                                                |                   |                           |
| 27 | 3         | Vought On Ice                       | We’ll Keep the Red Flag Flying Here                    | 13. Juni 2024            | 13. Juni 2024                                  | Fred Toye         | Ellie Monahan             |
| Homelander stellt Sage und Firecracker als neue Mitglieder der Seven vor und ernennt Sage zum neuen CEO an Ashleys Stelle und setzt Ryan immer mehr unter Druck, welcher noch immer unter dem von ihm verschuldeten Tod des Stuntmans leidet. Butcher trifft sich mit einem Freund, Joe Kessler, und sie schmieden einen Plan, um Ryan zu entführen. Ersterer bittet um ein Treffen mit Ryan, um ihn zu betäuben, als er jedoch bemerkt wie aufgewühlt Ryan ist, entscheidet er sich dagegen und verbringt stattdessen Zeit mit ihm, was zur Versöhnung der beiden führt. M.M. rekrutiert unterdessen A-Train als Spion, der nur widerwillig zustimmt. Frenchie und Kimiko gehen auf eine Mission, um einen Standort der Shining Light Liberation Army zu zerstören. Während der Mission halluziniert Frenchie unter Drogen über seine Vergangenheit als Profikiller, wobei er auch die Familie seines aktuellen Freundes Colin tötete, während Kimiko von einer alten Bekannten konfrontiert wird, welche kurz darauf fliehen kann. Da Firecracker bei ihren öffentlichen Aussagen besonders Annie ins Visier nimmt, konfrontiert Annie sie damit, wobei herauskommt, dass Erstere in ihrer Teenagerzeit ein Gerücht über Firecracker verbreitet hat, das ihre Karriere ruiniert hat. Hughie und M.M. belauschen zufällig ein Treffen zwischen Homelander, Neuman und Sage, wo Homelander und Sage den Tod von Robert Singer fordern. Doch Homelander entdeckt Hughie und richtet ein Massaker auf der Eisfläche von Vought an; A-Train kann Hughie jedoch retten. Hughies Mutter, Daphne, enthüllt, dass Depressionen und ein gescheiterter Selbstmordversuch zu ihrem Weggang führten. Ryan kehrt in sein Zimmer zurück, wird aber von Homelander wegen seines Besuchs bei Butcher zur Rede gestellt, woraufhin Homelander einen Nervenzusammenbruch erleidet und beschließt sich seiner Vergangenheit zu stellen. |           |                                     |                                                        |                          |                                                |                   |                           |
| 28 | 4         | Mit der Weisheit des Alters         | Wisdom of the Ages                                     | 20. Juni 2024            | 20. Juni 2024                                  | Phil Sgriccia     | Geoff Aull                |
| Homelander kehrt in das Labor zurück, in dem er aufgezogen wurde, und quält und tötet systematisch die Mitarbeiter, mit Ausnahme der Leiterin Dr. Barbara Findlay. Daphne beschließt, Hugh Sr. von den lebenserhaltenden Maßnahmen abzuschalten, sehr zum Ärger von Hughie. Annie trifft sich mit Singer, um ihm zu helfen, wenn er verspricht, Vought zu stürzen. Hughie und Kimiko treffen sich mit A-Train wegen des für seinen Vater bestimmten Compound V. Die beiden geraten in einen Hinterhalt des Shining Light, wo Hughie verletzt wird und ein Mitglied in Notwehr tötet, während Kimiko versucht mit ihrer Bekannten von damals Frieden zu schließen. M.M. bringt Butcher zurück zu The Boys und sie versuchen, Firecracker mit ihrer Vergangenheit als Pädophile zu erpressen, damit sie Sages Plan verrät, was jedoch misslingt. Firecracker hält eine öffentliche Rede, die von Sage organisiert wurde, wobei sie Annies Abtreibung aufdeckt und damit diskreditiert. In einem Wutanfall schlägt Annie Firecracker während der Sendung brutal zusammen, was ihrem Ruf schadet, bevor M.M. sie wegzieht und Singer sich von ihr distanziert. Frenchie untersucht Firecrackers Wohnwagen, wird aber von Ezekiel angegriffen. Butcher greift ein, bevor er in Ohnmacht fällt und Ezekiel brutal ermordet auffindet. Später folgt er Hughie, während dieser das V von A-Train erhält. Butcher gesteht, dass er V genommen hat, um seine Krankheit zu heilen, aber ohne Erfolg. Frenchie gesteht Colin, dass er seine Familie getötet hat, woraufhin dieser ihn verprügelt und ihre Beziehung beendet. Hughie besucht seinen Vater und beschließt, ihm das Präparat V nicht zu injizieren, aber es ist bereits injiziert und weckt ihn aus dem Koma auf. Homelander verlässt das Labor und schließt Dr. Findlay in einem Raum mit den toten Mitarbeitern ein.                                               |           |                                     |                                                        |                          |                                                |                   |                           |
| 29 | 5         | Die Gefahren des Landlebens         | Beware the Jabberwock, My Son                          | 27. Juni 2024            | 27. Juni 2024                                  | Shana Stein       | Judalina Neira            |
| Nachdem Hugh Campbell aus dem Koma erwacht ist, offenbart Daphne Hughie, dass sie ihm das V gespritzt hat, um ihm den Verlust seines Vaters zu ersparen. Hughie beginnt, sich mit seinen Eltern zu versöhnen und Zeit mit ihnen zu verbringen. Annie wird für Ezekiels Tod verantwortlich gemacht und wird zunehmend depressiver. Butcher erzählt den Boys von einem Virus, der Supes tötet und sich in Neumans Besitz befindet. Butcher und M.M. besuchen Stan Edgar im Gefängnis, der ihnen helfen soll, das Virus zu beschaffen und ihn zu befreien. Auf einer abgelegenen Farm von Stan entdecken sie, dass das V an Nutztieren ausgetestet wurde, was viele aggressiv und unkontrollierbar macht. Neuman trifft ein und die Gruppe sucht gemeinsam nach einem Wissenschaftler, Sameer Shah, wird aber von den Tieren angefallen. Es gelingt ihnen, sie mit der letzten Dosis des Virus zu töten. Im Krankenhaus zeigt das V an Hughies Vater starke Nebenwirkung, da er durch seinen eigentlichen Hirntod im Koma plötzlich Gedächtnislücken entwickelt und Amok läuft, wobei er durch seine Teleportationsfähigkeiten einige Patienten ermordet. Nachdem Hughie ihn beruhigen konnte, injiziert seinem Vater ein Medikament, damit er friedlich sterben kann und die drei Abschied voneinander nehmen können. Cameron Coleman wird beschuldigt, das Videomaterial weitergegeben zu haben, und wird auf Befehl von Homelander von den Seven ermordet. Frenchie stellt sich der Polizei wegen seiner früheren Verbrechen. Butcher offenbart Joe, dass er Sameer entführt hat, mit dem er das Virus reproduzieren will. |           |                                     |                                                        |                          |                                                |                   |                           |
| 30 | 6         | Schmutzige Geschäfte                | Dirty Business                                         | 4. Juli 2024             | 4. Juli 2024                                   | Karen Gaviola     | Anslem Richardson         |
| Butcher zwingt Sameer, das Virus zu reproduzieren und außerdem zu verstärken, um Homelander töten zu können. Derweil veranstaltet Tek Knight in seiner Villa eine Party mit Neuman und einigen von den Seven. Die Boys infiltrieren die Party, indem sie Hughie als den Supe „Webweaver“ verkleiden. The Deep und Black Noir II, die beide nicht auf der Party sind, sprechen miteinander und The Deep beschwört Black Noir II, dass er töten muss, um seinem Vorgänger ebenbürtig zu sein. Besorgt um Hughie betreten Annie, M.M. und Kimiko die Villa, gerade als Tek Knight Hughies wahre Identität erkennt. Annie trifft auf Firecracker und betäubt sie. M.M. schießt Sage in den Kopf, bevor er eine Panikattacke bekommt, doch A-Train rettet M.M. und bringt ihn ins Krankenhaus, und Sage überlebt. Annie und Kimiko kommen, um Hughie zu retten, während Tek Knight ihn in seiner Höhle foltert. Sie plündern Tek Knights Bankkonten, um ihn zu zwingen, preiszugeben, dass Homelander und Sage planen, seine Gefängnisse als Internierungslager zu nutzen, bevor er von seinem Butler Elijah erdrosselt wird. Homelander und Neuman überzeugen nun die Kongressabgeordneten, sich gegen Singer zu verbünden. Am nächsten Tag erzählt Firecracker Homelander, dass Annie auf der Party war und er erkennt, dass der Maulwurf noch lebt. Die beiden werden intim, und Firecracker füttert Homelander mit Muttermilch. Als Sameer verrät, dass der nun verstärkte Virus so hochansteckend ist, dass er jeden Supe auf der Welt töten könnte, wird Butcher von Joe weiter unter Druck gesetzt um weiterzumachen, entdeckt jedoch, dass er eine Halluzination ist. |           |                                     |                                                        |                          |                                                |                   |                           |
| 31 | 7         | Das Leck                            | The Insider                                            | 11. Juli 2024            | 11. Juli 2024                                  | Catriona McKenzie | Paul Grellong             |
| Butcher holt Frenchie gegen Kaution aus dem Gefängnis, um Sameer mit dem Virus zu helfen. M.M. gibt die Leitung der Boys wieder an Butcher und erwägt, mit Monique und Janine zu gehen; A-Train überzeugt ihn jedoch zu bleiben. Die Boys entdecken einen Plan zur Ermordung von Singer, der von einem unbekannten Gestaltwandler der Supe ausgeführt werden soll. Homelander tötet Webweaver, weil er glaubt, dass er der Maulwurf ist. Hughie geht zu Neumans Haus, um sie davon zu überzeugen, die Zusammenarbeit mit Homelander zu beenden, doch sie schickt ihn weg. Homelander schickt The Deep und Black Noir II los, um die Boys in deren Hauptquartier zu töten, was zu einem Kampf mit Butcher und Annie führt, die von A-Train und M.M. gerettet werden. Wütend schließt Homelander Sage aus den Seven aus, da sie längst wusste, dass A-Train der Verräter ist. Ryan hat es satt, von Vought benutzt zu werden, unterbricht eine Live-Show, um eine Rede zu halten und geht. Frenchie und Kimiko versöhnen sich, indem sie sich gegenseitig sagen, was sie sich selbst vorwerfen, bevor Sameer Kimiko die Dosis des Virus injiziert, die er vorbereitet hat, und flieht. Frenchie ist gezwungen, ihr das Bein abzusägen, damit sich das Virus nicht ausbreitet. Butcher wird in einer Bar ohnmächtig. Annie findet sich irgendwo gefesselt in einem Raum wieder, nachdem sie von dem Gestaltwandler verkörpert und ersetzt wurde. |           |                                     |                                                        |                          |                                                |                   |                           |
| 32 | 8         | Staffel-4-Finale                    | Assassination Run (Originaltitel) Season Four Finale A | 18. Juli 2024            | 18. Juli 2024                                  | Eric Kripke       | Jessica Chou & David Reed |
| Während Butcher sich erholt, besuchen Ryan und Mallory ihn und sagen Ryan die Wahrheit über Homelander und dass er ihn töten muss. Ryan weigert sich, tötet Mallory im Affekt und Butchers dunkle Seite übernimmt. Die Seven töten jeden, der Informationen gegen sie bei Vought hat. Ashley injiziert sich selbst Compound V, um sich zu schützen. Frenchie schafft es, den Virus zu bekommen, während die Boys mit Singer in einem Bunker sind, wo Hughie entdeckt, dass der Gestaltwandler Annie ist und ein Kampf beginnt. Die echte Annie kann sich befreien und tötet den Gestaltwandler. Frenchie und Kimiko stellen ihre Beziehung wieder her und küssen sich. Als Homelander enthüllt, dass Neuman ein Supe ist, ruft sie Hughie an, um ihr und Zoe zu helfen, da Homelander sie unter Druck setzt. Als Neuman und The Boys sich treffen, kommt Butcher an, tötet Neuman mit seinen Kräften und stiehlt das Virus. Sage offenbart Homelander, dass ihr Plan war, Singer wegen seiner Absicht, Neuman zu töten, verhaften zu lassen. Der neue Präsidentschaftskandidat, Senator Calhoun, schwört Homelander die Treue und verhängt das Kriegsrecht unter dem Kommando von Homelanders Supes-Armee. Während Butcher mit dem Virus flieht, versuchen die übrigen Boys, aus dem Land zu fliehen, werden aber alle gefangen genommen. Nur Annie schafft es zu fliehen. In der Zwischenszene des Abspanns wird Homelander gezeigt, wo Soldier Boy gefangen gehalten wird. |           |                                     |                                                        |                          |                                                |                   |                           |